# Máčka obrovská
Máčka obrovská (Eryngium giganteum) je dvouletá nebo krátce vytrvalá bylina z čeledi miříkovitých. Dorůstá výšky téměř 1 m.

## Použití
Pro své výrazné květy a mohutný vzrůst je rostlina nápadným prvkem. Lze ji vysadit do rozlehlejších skalek, u suchých zídek nebo v xerofytních výsadbách a přírodních zahradách. Květ je atraktivní pro hmyz. Může být použita k řezu nebo sušení.

### Pěstování
Je považován za druh, který se pěstuje snadno. Rostlina preferuje výsluní nebo světlé stanoviště, propustnou půdu, spíše sušší. Pěstuje se ale i v běžné propustné živné půdě s dostatečnou vlhkostí. Snáší přísušky.

## Množení
Druh lze rozmnožovat semenem nebo dělením.